# سيرجيو بينيا (لاعب كرة قدم)
سيرجيو بينيا (بالإسبانية: Sergio Peña)‏ (28 سبتمبر 1995 بليما في بيرو - ) هو لاعب كرة قدم بيروفي في مركز الوسط. شارك مع منتخب البيرو تحت 20 سنة لكرة القدم. أما مع النوادي، فقد لعب مع أليانزا ليما ونادي غرناطة وريكريتيفو غرناطة ‏.

## وصلات خارجية
- سيرجيو بينيا على موقع الاتحاد الأوربي (الإنجليزية)
- سيرجيو بينيا على موقع قاعدة بيانات كرة القدم.إي يو (الإنجليزية)
- سيرجيو بينيا على موقع ناشيونال فوتبول تيمز (الإنجليزية)
- سيرجيو بينيا على موقع Soccerway.com (الإنجليزية)
- سيرجيو بينيا على موقع عالم كرة القدم.نت (الإنجليزية)